# Ghiacciaio Brandau
Il ghiacciaio Brandau (in lingua inglese: Brandau Glacier),  è un vasto ghiacciaio tributario, lungo 28 km, che fluisce in direzione ovest da una linea divisoria compresa tra la Haynes Table e le Husky Heights, per andare infine a confluire nel ghiacciaio Keltie, appena a ovest del Ford Spur, nei Monti della Regina Maud, in Antartide.

## Storia
La denominazione è stata assegnata dall'Advisory Committee on Antarctic Names (US-ACAN) in onore di James F. Brandau, della U.S. Navy, pilota della squadriglia VX-6 durante l'Operazione Deep Freeze del 1964 e 1965.